# Índigo (álbum de Diego González)
Índigo es el segundo álbum de estudio del cantante mexicano Diego Boneta, quien por entonces era apenas conocido como Diego. El álbum fue lanzado por EMI Music en el año 2008.
El primer sencillo del disco es la canción pop "Perdido en ti", la cual tiene una versión en inglés llamada "Losing me", también incluida en el CD.

## Lista de canciones
1. "Como Me Amarías" (Show Me The Ways)
2. "Por Qué No Miran Lo Que Yo" (Why Don't You Look At What I Look At)
3. "Juntos" (Together)
4. "Perdido En Ti" (Losing Me)
5. "Me Gustas Mucho" (I Like You A Lot)
6. "Millón De Años" (Millions Of Years)
7. "Canción De Amor" (Song Of Love)
8. "Tres Minutos" (Three Minutes)
9. "Sobrenatural" (Supernatural)
10. "Como Hacer Sufrir" (How To Suffer)
11. "16 Oz"
12. "Losing Me" (Perdido En Ti)
13. "Show Me The Ways" (Como Me Amarías)

## Sencillos
- Perdido en ti
- Millón de años

- Datos: Q3281129